# Миков, Александр Иванович
Алекса́ндр Ива́нович Ми́ков (род. 16 августа 1949, Молотов) — советский и российский математик, доктор физико-математических наук, профессор, декан (1984–1989), создатель и заведующий кафедрой математического обеспечения вычислительных систем (1991–2003) механико-математического факультета Пермского университета, заведующий кафедрой вычислительных технологий Кубанского университета (с 2003).

## Биография
В 1971 году окончил Пермский политехнический институтинститут (ППИ) по специальности «Автоматика и телемеханика». В 1971–1972 годах — ассистент кафедры вычислительной техники и автоматического управления ППИ, в 1972–1974 — старший научный сотрудник НИИ управляющих машин и систем, в 1975–1977 вновь работал в ППИ.
С 1977 года работал на механико-математическом факультете Пермского университета на кафедре прикладной математики в должностях ассистента, старшего преподавателя, доцента. Под его руководством на кафедре начала работать аспирантура по математическому и программному обеспечению ЭВМ. С 1991 — профессор кафедры прикладной математики.
В 1984—1989 годах — декан механико-математического факультета Пермского университета. В 1989 году защитил в диссертационном совете ВЦ СО АН СССР докторскую диссертацию на тему «Языковое ядро автоматизации систем моделирования и его расширение для проектирования встроенных микро ВС» (1989).
В 1991—2003 — создатель и первый заведующий кафедрой математического обеспечения вычислительных систем (выделившейся из состава кафедры прикладной математики). Целью кафедры была подготовка высококвалифицированных системных программистов.
В 2003 году переехал в г. Краснодар, занял должность заведующего кафедрой вычислительных технологий Кубанского университета. Представитель КубГУ в программе «Университетский кластер».
Супруга — правовед Л. В. Щенникова.

## Научная деятельность
Основные работы относятся к области Computer Sciences и посвящены проблемам исследования и проектирования архитектур вычислительных систем и анализу алгоритмов, теории и разработки информационных систем, системы имитационного моделирования, компьютерной безопасности, системному программированию, автоматизации проектирования, развитию математических методов применительно к компьютерным наукам.
В Перми руководил разработкой ряда крупных программных систем, участвовал в разработке общесистемного программного обеспечения для суперЭВМ «Эльбрус 3.1» по договору с Институтом точной механики и вычислительной техники им. С. А. Лебедева (директор института чл.-корр. РАН Г. Г. Рябов), г. Москва, а также проектами по созданию системы TRIAD автоматизированного проектирования бортовых ЦВМ для турбореактивных двигателей по договору с Пермским агрегатным КБ (гл. конструктор КБ проф. Г. И. Гордеев), по созданию системы автоматизации проектирования высоконадежных ЦВМ по договору с Институтом проблем информатики РАН, по разработке модуля технического учёта (для Пермской ГТС) корпоративной информационной системы ОАО «Уралсвязьинформ», по созданию информационной системы для ООО «Лукойл — Пермнефть», по созданию программного обеспечения конвертации баз данных по договору с Центром правительственной связи по Пермской области и др.
А. И. Миков — главный редактор межвузовских сборников научных статей «Моделирование вычислительных систем и процессов», «Математика программных систем». Его учебниками пользуются несколько российских вузов.
Действительный член Международной академии информатизации и Академии информатизации образования.

## Избранные работы
А. И. Миков — автор известных книг по тематике компьютерных наук.
- Моделирование вычислительных систем (1982).
- Автоматизация системного проектирования ЦВМ (1986).
- Автоматизация синтеза микропроцессорных управляющих систем (1987).
- Методы трансляции языков моделирования (1988).
- Структурный анализ (1991).
- Информатика. Введение в компьютерные науки (1998, 2003, 2012)[http://www.directmedia.ru/book 117641 Informatika Vvedenie v kompyuternye nauki Uchebnik/].
- Распределенные компьютерные системы и алгоритмы (2009).
- Информационные процессы и нормативные системы в IT: Математические модели. Проблемы проектирования. Новые подходы (2013)[http://opac.lib.tpu.ru/catalogue/document/?query=rec.id%3D%22RU%5CTPU%5Cbook%5C249678%22 (недоступная+ссылка)] (недоступная ссылка).
- Вычислимость и сложность алгоритмов (2013).
- Modeling and analysis of concurrent systems (2013)
- Computer systems performance evaluation (2014).
- Графы и грамматики (2014).
- Вероятностные модели компьютерных сетей (2014).
- Обобщенные графы и грамматики : учеб. пос. / А. И. Миков. - Москва : ИНФРА-М, 2021. - 190 с.; ISBN 978-5-16-014970-7.

## Награды
- Медаль им. Л. Эйлера «За заслуги» механико-математического факультета (2007).